# Passiflora incarnata
Chanh leo, chanh dây, mắc mát, mát mát, lạc tiên hoa tía (danh pháp hai phần: Passiflora incarnata), là một loài dây leo sống lâu năm lớn nhanh với thân bò leo. Là một loài trong chi Lạc tiên (Passiflora), chanh leo có các hoa lớn với các nhụy và nhị hoa to. Là một trong số các loài có thân cứng nhất trong chi Lạc tiên. Tuy tên gọi có chữ "chanh", nhưng nó không có quan hệ họ hàng gì với các loài chanh trong chi Cam chanh (Citrus spp.)
Thân cây có thể trơn nhẵn hoặc có lông tơ; dài, bò leo và có nhiều tua cuốn. Các lá hình chân vịt 3 thùy mọc so le (mọc cách), kích thước 6–15 cm. Chúng có 2 tuyến đặc trưng ở gốc của phiến lá trên cuống lá. Các hoa 5 cánh màu trắng ánh tím tía. Chúng tạo ra một vành hoa màu trắng xen tía, một cấu trúc của các phần phụ giữa các cánh hoa và tràng hoa. Hoa được thụ phấn nhờ một số loài cVenmo628-88312 8
Quả mọng nhiều cùi thịt hình ô van màu ánh vàng khi chín với kích thước cỡ quả trứng gà. Khi còn xanh nó có màu xanh lục. Ở loài chanh leo này, các chất nhầy màu vàng xung quanh các hạt của quả có vị ngọt và ăn được. Tuy nhiên, nó có nhiều hạt và vì thế chủ yếu làm nguồn thức ăn cho động vật hoang dã. Giống như các loài lạc tiên khác, nó là nguồn thức ăn cho ấu trùng của một số loài bướm.
Tại một số khu vực, toàn bộ cây chanh leo tươi hay khô đã từng được sử dụng như là một loại thảo dược làm an thần và điều trị chứng mất ngủ. Lá và thân cây phơi khô, thái nhỏ thường được dùng ở châu Âu để trộn lẫn với lá chè để uống. Một loại kẹo cao su có tác dụng an thần cũng đã từng được sản xuất từ chanh leo. Tại Việt Nam, người ta dùng quả chanh leo để làm một loại đồ uống giải khát trong mùa hè.
Chanh leo mọc thành bụi rậm ở những khu vực bỏ hoang, các bãi chăn thả không được cắt cỏ, ven đường bộ và đường sắt. Nó phát triển tốt trong các khu vực nhiều nắng.

## Thư viện ảnh
- Ong thụ phấn cho chanh leo
- Quả chanh leo vào giữa mùa hè
- Quả chanh leo
- Hạt chanh leo